# Église Saint-Étienne de Chassignolles
Pour les articles homonymes, voir Église Saint-Étienne et Saint Étienne.
L'église Saint-Étienne de Chassignolles est une église catholique française. Elle est située sur le territoire de la commune de Chassignolles, dans le département de l'Indre, en région Centre-Val de Loire.

## Situation
L'église se trouve dans la commune de Chassignolles, au sud-est du département de l'Indre, en région Centre-Val de Loire. Elle est située dans la région naturelle du Boischaut Sud. L'église dépend de l'archidiocèse de Bourges, du doyenné du Boischaut Sud et de la paroisse de La Châtre.

## Histoire

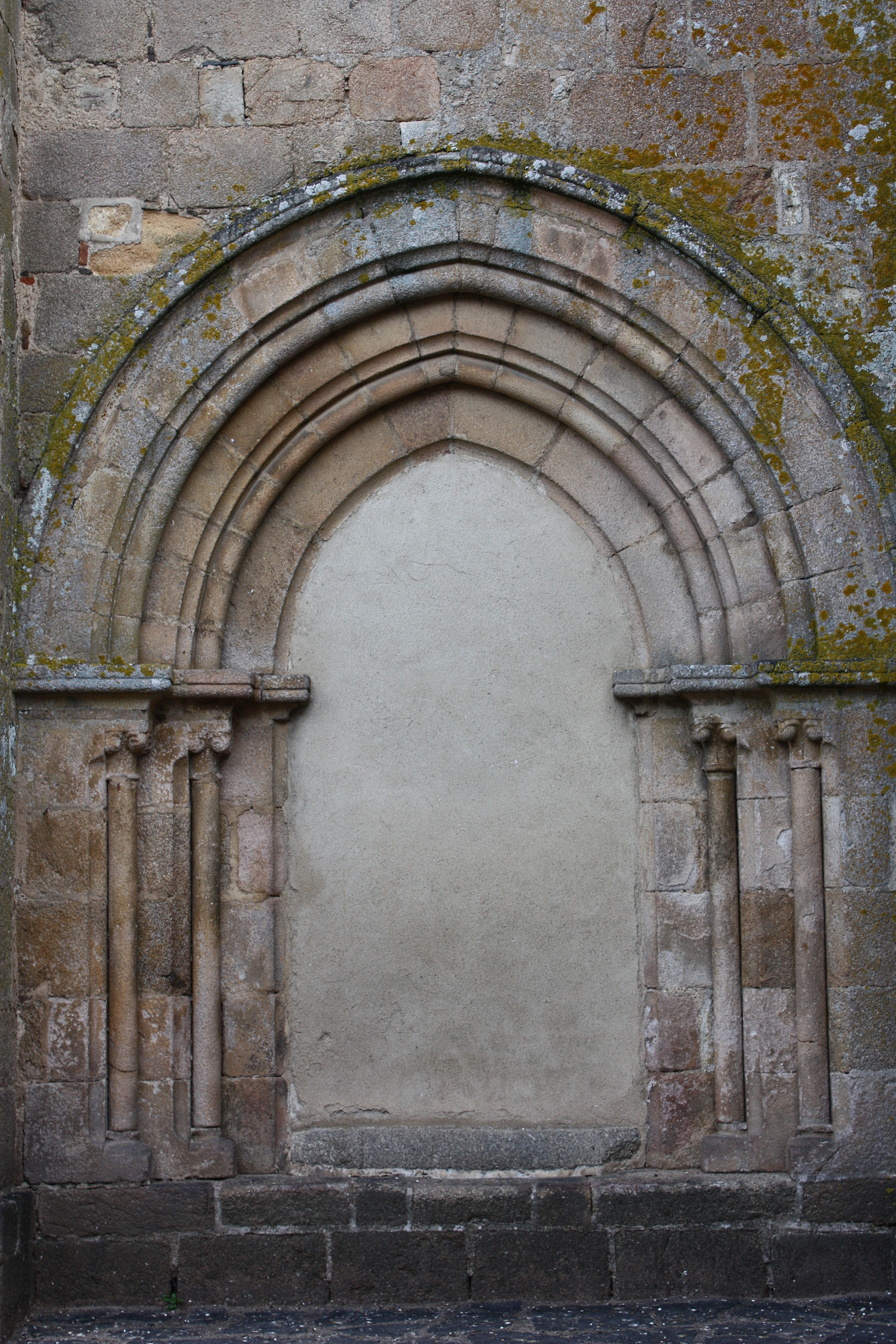
Portail sud, donnant accès au prieuré (détruit).

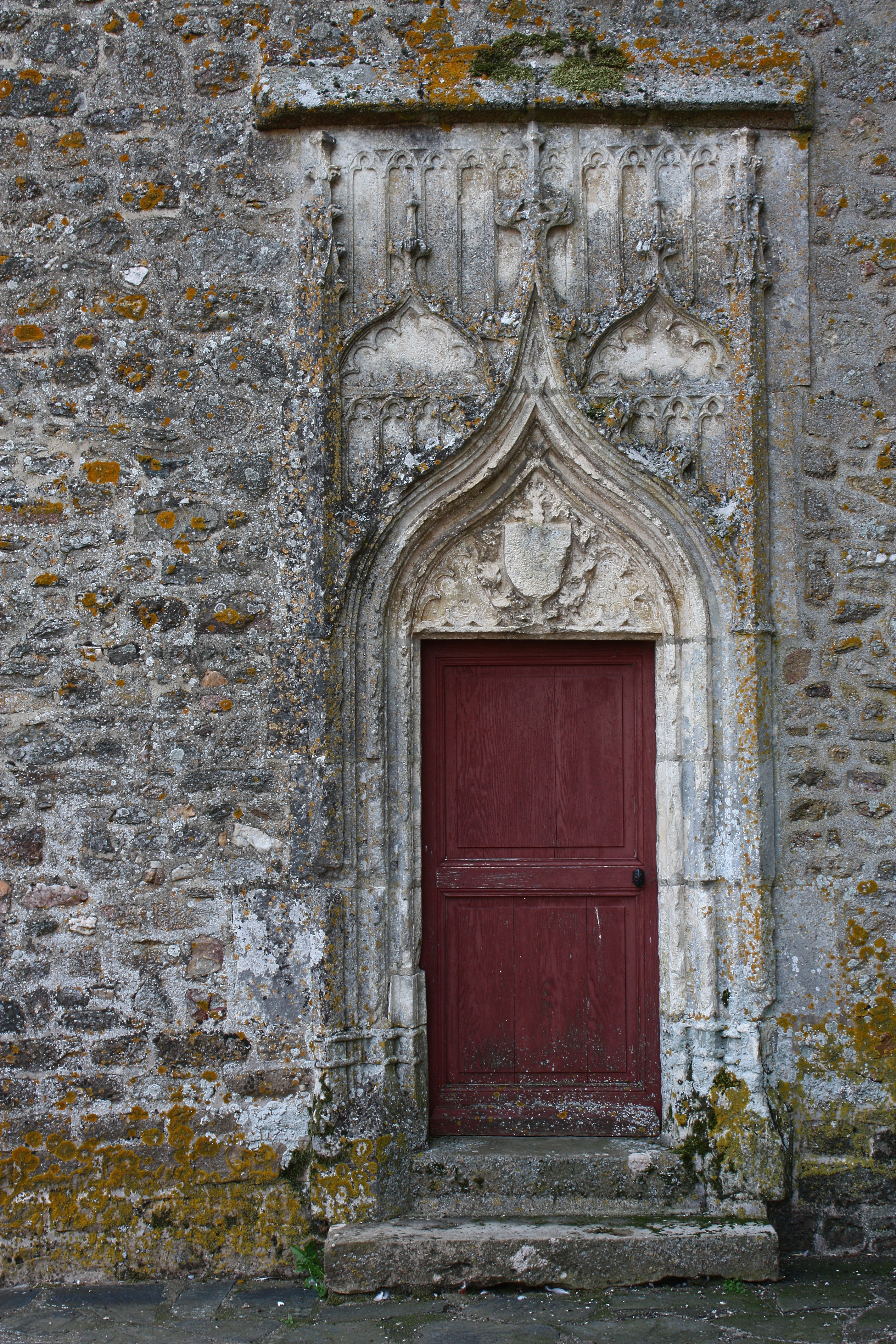
Porte d'entrée de la chapelle seigneuriale Sud.

L'église fut construite entre le XIIe siècle et le XVe siècle. L'édifice est classé au titre des monuments historiques, le 4 janvier 1921.

## Description
L'église était au XIIe siècle l'église du prieuré de Saint Étienne, dépendant de l'Abbaye de Déols. Les bâtiments du prieuré étaient situés au sud de l'église paroissiale. Le portail sud, maintenant muré, donnait autrefois accès au prieuré.
La nef est construite en pierres taillées dans le granite de Crevant et couverte en charpente apparente ; la nef est suivie d'une travée portant le clocher et interposée entre la nef et les deux travées du chevet qui constituent le chœur et le sanctuaire. Toute cette partie date du milieu du XIIe siècle.
La charpente du clocher a été restaurée en 1865, la flèche a alors été rehaussée de dix mètres.
De chaque côté du chœur se trouve une chapelle seigneuriale datant  de la fin du XVe siècle. Les ouvertures sont aménagées dans le style gorhique flamboyant, avec des armoiries difficiies à identifier car elles ont été martelées.
À l'intérieur, on peut voir la trace de litres funéraires  – bandes noires peintes – qui apparaissant dans les enduits.

## Restauration de l'église
En 2022, un diagnostic extérieur et intérieur a été demandé par la municipalité ; il a été réalisé par Marie-Pierre Guines, architecte du patrimoine basée à Niort (Deux-Sèvres). Une étude a également été effectuée auparavant sur les peintures et les vitraux, ce qui permet d’avoir une vue générale sur l’ampleur des travaux qui seraient à envisager.
Des travaux ont déjà pu être réalisés à l’intérieur de l’édifice, avec l’accord de l’architecte des Bâtiments de France, mais le coût total du chantier s’élève, d'après le diagnostic, à plus de 2 millions d’euros HT.